# Timar (wieś)
Timar (cyr. Тимар) – wieś w Czarnogórze, w gminie Šavnik. W 2011 roku liczyła 83 mieszkańców.